# Tobolsk

Stadens flaga.

Stadens vapen.

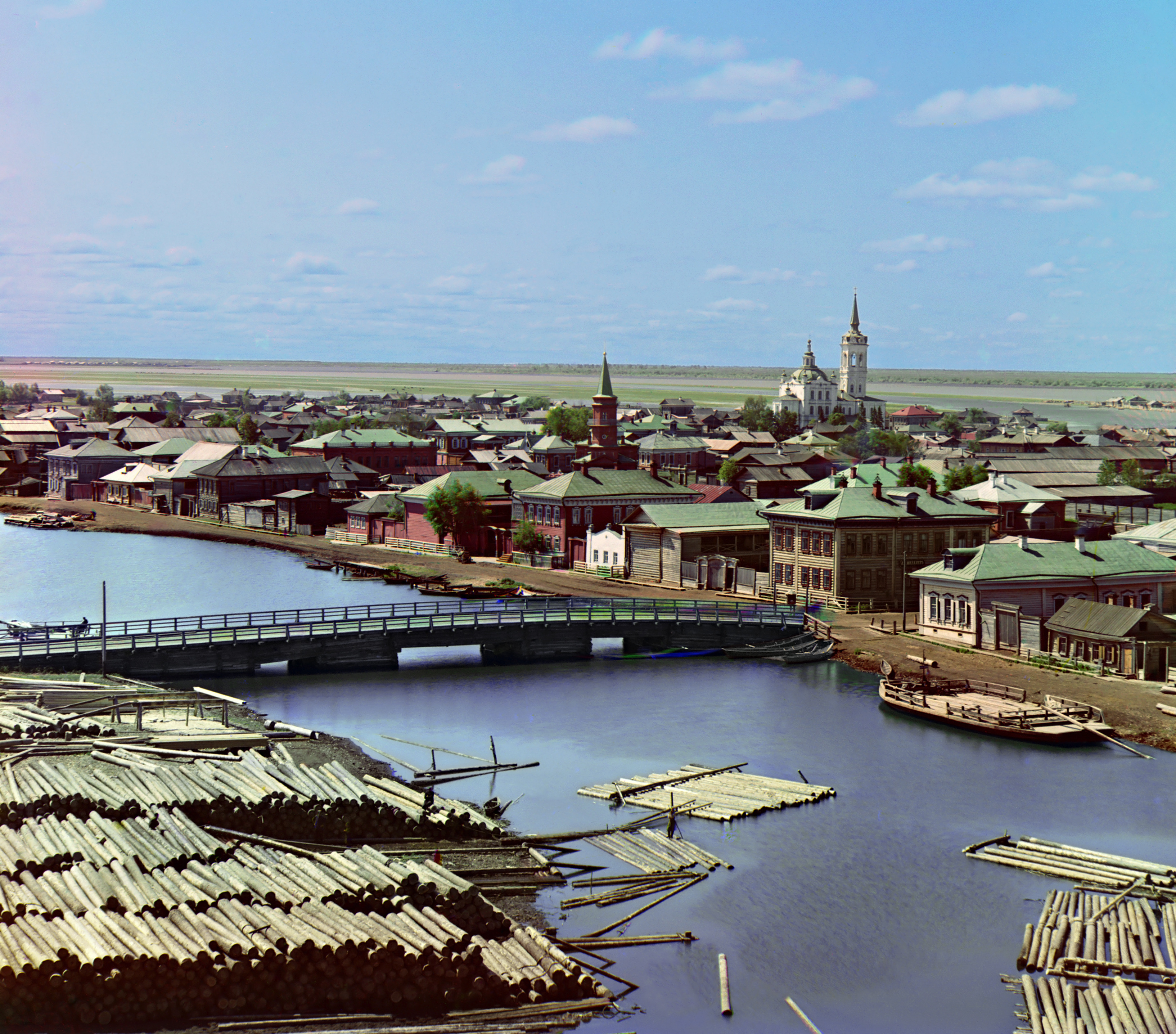
Foto av Tobolsk från tidigt 1900-tal, taget av färgfotopionjären Sergej Prokudin-Gorskij.

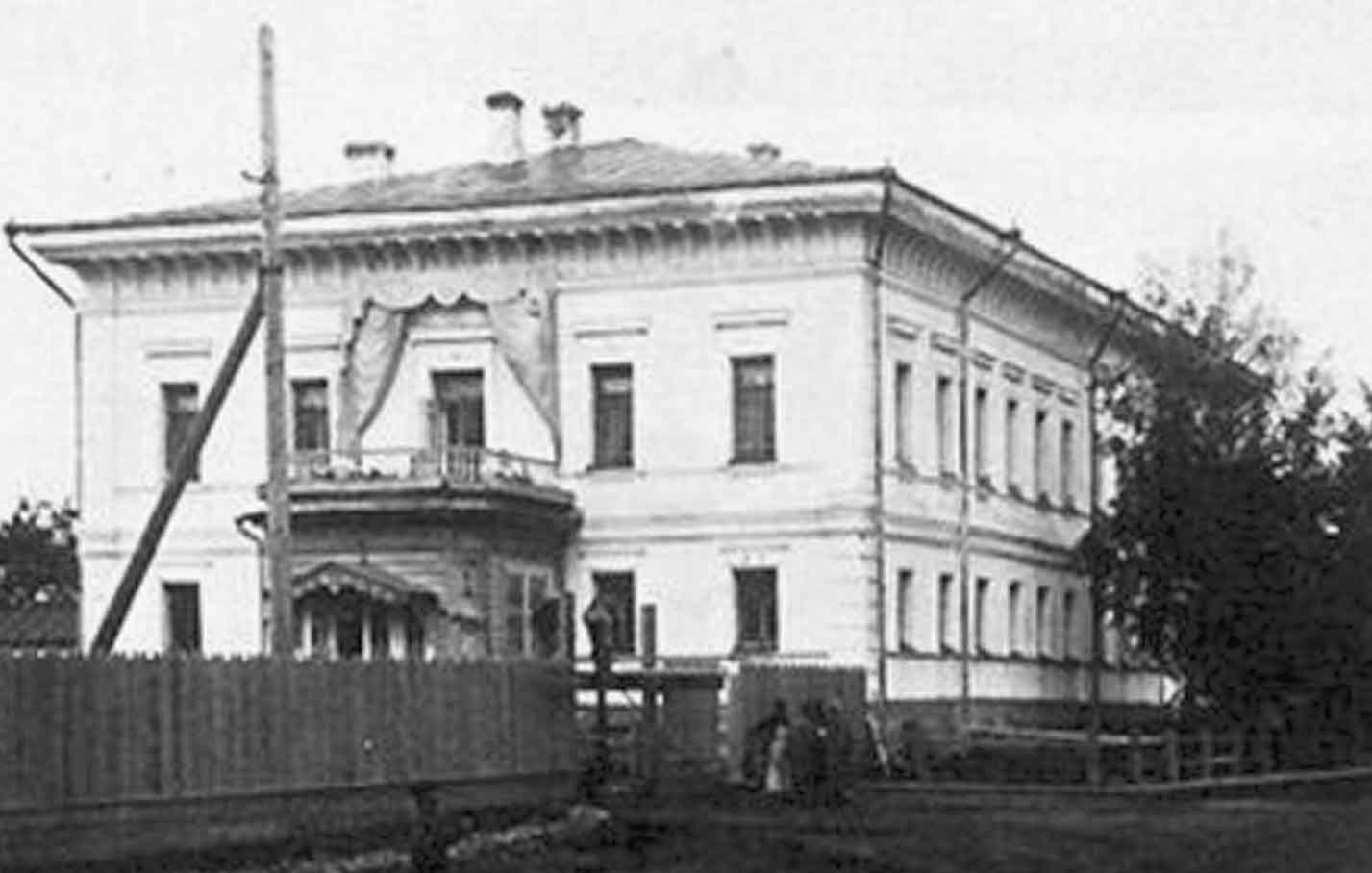
Guvernörsvillan i Tobolsk, där tsarfamiljen var internerad mellan augusti 1917 och april 1918.

Tobolsk (ryska: Тобо́льск; tatariska: Tubıl) är en stad i Tiumen oblast i västra Sibirien i Ryssland, belägen där floden Tobol mynnar ut i Irtysj. Folkmängden uppgår till cirka 100 000 invånare. Tobolsk har Sibiriens enda stående kreml, som är en fästning med en stad inom sig, där bland annat Sankta Sofia-katedralen står.

## Historia
Tobolsk grundlades av Jermak Timofejevitj kossacker 1585–1586 under den första ryska framryckningen i Sibirien, nära ruinerna av Sibirkhanatets huvudstad Qashliq. Tobolsk tjänade under en period som vicekungssäte och administrativ huvudstad i Sibirien och blomstrade genom handel med Kina och Buchara. Åren 1796-1919 var staden huvudort i guvernementet Tobolsk. I Tobolsk grundades Sibiriens första skola, teater och tidning.
Efter ryska revolutionen 1917 flyttades tsar Nikolaj II och resten av tsarfamiljen i augusti 1917 till Tobolsk och inkvarterades i guvernörsvillan. När Vita armén närmade sig Tobolsk i april 1918 flyttades tsarfamiljen till Jekaterinburg, där familjen dödades på order av Lenin i juli 1918, vilket innebar slutet för Romanovdynastin.

## Svensk anknytning
Efter nederlaget i slaget vid Poltava 1709, satt 1200 svenskar i krigsfångenskap i Tobolsk i drygt tio år. Under denna fångenskap föddes i staden bland annat den svenske generalmajoren greve Hans Gustaf Gyllengranat 1721.
Minnet av svenskarna uppmärksammas i ett museum.

## Administrativt område
Tobolsk administrerar även områden utanför själva centralorten.
| Stad/Ort    | Invånarantal 9 oktober 2002 | Invånarantal 14 oktober 2010 | Invånarantal 1 januari 2015 |
| ----------- | --------------------------- | ---------------------------- | --------------------------- |
| Tobolsk     | 92 880                      | 99 694                       | 98 162                      |
| Irtysjskij  | 4 462                       | Ingen uppgift                | Ingen uppgift               |
| Mendelejevo | 4 297                       | Ingen uppgift                | Ingen uppgift               |
| Sumkino     | 4 213                       | 3 889                        | 3 619                       |
| Landsbygd   | 1 642                       | Ingen uppgift                | Ingen uppgift               |
| TOTALT      | 107 494                     | 103 583                      | 101 781                     |

Irtysjskij, Mendelejevo samt en del landsbygd är sedan 2004 sammanslagna med centrala Tobolsk. Sumkino räknas sedan 2009 som en landsbygdsenhet.